# Бокшич, Ален
А́лен Бо́кшич (хорв. Alen Bokšić; 21 января 1970, Макарска) — хорватский футболист, нападающий. Участник чемпионата мира 2002 года и чемпионата Европы 1996 года со сборной Хорватии. С 1993 по 2002 год в составе хорватской национальной команды провёл 40 матчей, в которых забил 10 мячей. В 2003 году завершил карьеру игрока.

## Клубная карьера

### Югославия
Бокшич родился в известном приморском курортном городе Макарска. Там же молодой Ален делал первые шаги в футболе в небольшом местном клубе «Змай». Уже в возрасте 17 лет Бокшич попал в одну из лучших команд Югославии — «Хайдук» из хорватского города Сплит. В первом сезоне (1987/88) он чаще всего выходил на поле со скамейки запасных, и даже сумел забить 2 мяча в чемпионате Югославии. В сезоне 1988/89 он был уже игроком основного состава, забил 7 голов, а в сезоне 1990/91 забил ещё 12. Уже тогда ведущие европейские клубы начали наблюдать за талантливым нападающим, однако он ещё на один сезон остался в «Хайдуке». Бокшич покинул клуб только летом 1991 года, выиграв Кубок Югославии, в финальном матче против «Црвены Звезды» он забил решающий гол. В составе «Хайдука» Бокшич также становился обладателем Кубка югославской лиги в 1987 и 1991 годах, всего за время игры в клубе провел 174 матча, забил 60 голов.

### Франция
Бокшич отправился во французский клуб «Олимпик» из Марселя. Однако в команде уже играли трое иностранцев, и Ален был вынужден перейти на правах аренды в клуб «Канн». Футболиста преследовали травмы, позволившие ему сыграть лишь в одном матче лиги — 21 декабря 1991 года против лионского «Олимпика» (0:0). В следующем сезоне (1992/93) Бокшич вернулся в Марсель, дебютировал в клубе в первом же матче чемпионата 8 августа 1992 года в победном матче с «Тулузой» (2:1). На протяжении сезона он выходил на поле в 37 из 38 матчах клуба, составил атакующий дуэт с немцем Руди Фёллером, а 23 забитых мяча позволили Бокшичу завоевать титул лучшего бомбардира французского чемпионата. «Олимпик» стал чемпионом Франции, однако в результате коррупционного скандала клуб был лишён титула и был отправлен во второй дивизион. В том же сезоне Бокшич вместе с «Олимпиком» стал обладателем Кубка Чемпионов и принял участие в финале против «Милана» (1:0). В голосовании журнала France Football на звание лучшего футболиста Европы Бокшич занял второе место после Роберто Баджо. В «Олимпике» Ален сыграл ещё 12 матчей осенью 1993 года, однако желания играть во втором дивизионе не проявил и ушёл в итальянский клуб «Лацио».

### Италия
В Серии А в составе «Лацио» Бокшич дебютировал 7 ноября 1993 года в победном матче в Неаполе с местным «Наполи» (2:1). Первый же свой гол он забил уже в следующем туре, 21 ноября, в проигранном римлянами домашнем матче против «Торино» (1:2), Ален открыл счёт на 9 минуте встречи. За место в основе ему пришлось конкурировать с очень хорошими итальянскими нападающими Пьерлуиджи Казираги и Джузеппе Синьори. Однако весь сезон 1993/94 именно Бокшич играл в основном составе, но забил при этом лишь 4 гола. «Лацио» занял четвёртое место в чемпионате. В сезоне 1994/95 Бокшич играл реже и зачастую оставался на скамейке запасных, при этом пропустив некоторое время залечивая травму. Синьори забил 17 голов, Казираги также забил больше чем Бокшич (12 против 9-ти у Алена). Однако команде это пошло на пользу, с такими забивными нападающими римляне стали вице-чемпионами Италии и завоевали право на участие в Кубке УЕФА. В сезоне 1995/96 Бокшич по прежнему был среди запасных, а Синьори и Казираги демонстрировали великолепную форму (Синьори стал лучшим бомбардиром Серии А с 21 голом). «Лацио» занял третье место в лиге. Летом 1996 года «Лацио» переманил к себе экс-лучшего бомбардира чемпионата Игоря Протти из «Бари» и Бокшич решил перейти в туринский «Ювентус». Несмотря на то, что с «Ювентусом» он стал чемпионом Италии, сезон для Бокшича удачным назвать нельзя, в 22 матчах чемпионата он смог забить всего 3 мяча. Он принял участие также в финальном матче Лиги чемпионов, проигранном «Ювентусом» дортмундской «Боруссии» со счётом 1:3. По окончании сезона клуб без сожаления отпустил Бокшича, решившего вернуться в «Лацио». В сезоне 1997/98 римляне стали обладателями Кубка Италии, что дало им право сыграть в Кубке обладателей кубков. В чемпионате клуб занял только 7-е место, что было расценено как неудача, но к Бокшичу претензий быть не могло, он был одним из лучших игроков «Лацио» в сезоне. Он забил 10 мячей, в команде больше него забил только Павел Недвед (11 голов). В сезоне 1998/99 он получил тяжелую травму колена и пропустил почти весь сезон. Он сыграл лишь в трёх матчах лиги, однако оказался причастен к победе «Лацио» в Кубке обладателей кубков, хотя и не играл в финальном матче с «Мальоркой». В сезоне 1999/2000 Бокшич с римским клубом во второй раз стал чемпионом Италии, но сам был не в лучшей форме, в атаке клуба чаще всего появлялись Марсело Салас или Фабрицио Раванелли. Как потом оказалось, это был последний сезон Алена в Серии А, в нём он забил 4 мяча в 19 матчах чемпионата и решил покинуть Италию.

### Англия
Летом 2000 года Бокшич подписал контракт с английским клубом «Мидлсбро». Его заработок составлял 62 тысячи фунтов в неделю, что сделало его самым высокооплачиваемым игроком английской Премьер-лиги. В «Мидлсбро» Бокшич дебютировал уже в первом туре Премьер-лиги, 19 августа 2000 года в выездном матче с «Ковентри Сити», закончившемся победой 3:1. Бокшич забил два мяча и в целом продемонстрировал великолепную игру. В течение сезона он забил 12 мячей для «Боро» и был лучшим бомбардиром команды, был признан болельщиками лучшим футболистом клуба в этом сезоне. В следующем сезоне 2001/02 своими 8 мячами Бокшич помог «Мидлсбро» сохранить прописку в Премьер-лиге, команда заняла 12 место. Сезон 2002/03 был как позже оказалось, последним в карьере Бокшича. Алена вновь стали преследовать травмы, он сыграл лишь в половине матчей в сезоне и забил только 2 мяча. Летом 2003 года он решил закончить карьеру футболиста.

## Карьера в сборной
Бокшич в начале карьеры выступал в молодёжной сборной Югославии. В первой сборной он так никогда и не появился на поле, однако был в числе футболистов, включённых Ивицей Осимом в состав команды, поехавшей на чемпионат мира 1990 года в Италии. 20-летний Ален не сыграл там ни одной минуты, тренер сделал ставку на дуэт форвардов Златко Вуйович — Дарко Панчев.
После распада Югославии Бокшич стал играть за сборную Хорватии. Дебютировал в команде при наставнике «огненных» Влатко Марковиче, 29 июня 1993 года в Загребе сборная выиграла со счётом 3:1 товарищеский матч с командой Украины. Интересно, что свой первый гол за сборную Бокшич провёл также в ворота украинцев, произошло это 25 марта 1995 года, на том же стадионе «Максимир» в Загребе. Хорваты тогда одержали победу со счётом 4:0 в отборочном матче Евро-96. Бокшич также играл в составе сборной в финальном турнире этого чемпионата, провёл там стартовый матч против Турции. Следующим важным этапом карьеры в национальной команде для Бокшича мог стать чемпионат мира 1998 года, прошедший во Франции. Однако перед самым чемпионатом он получил уже упоминавшуюся выше травму колена, заставившую его пропустить мировое первенство, на котором хорватская сборная завоевала бронзовые медали.
В следующий раз на крупном турнире Бокшич сыграл только в 2002 году на чемпионате мира в Японии и Корее. К тому времени Бокшичу уже исполнилось 32 года, но он отыграл все три матча сборной на турнире. Голов он не забил, а Хорватия даже не смогла выйти из группы. Свой последний матч в составе сборной Ален Бокшич провёл 12 октября 2002 года в Софии, где Хорватия уступила хозяевам, сборной Болгарии 0:2 в отборочном матче Евро-2004. Всего за карьеру Бокшич провел в национальной команде 40 игр, в которых забил 10 голов.

## Послеигровая карьера
По завершении карьеры на протяжении четырёх лет Бокшич был далек от футбола, но в начале 2007 года принял предложение президента сплитского «Хайдука» Бранко Гргича занять должность вице-президента клуба. Однако в своём родном клубе ему пришлось проработать недолго, уже в сентябре Гргич ушёл в отставку, следом за ним последовал и Бокшич.

## Достижения

### Командные
Национальные турниры
- Чемпион Франции : 1993 («Олимпик», лишён титула в связи с коррупционным скандалом)
- Чемпион Италии (2): 1997 («Ювентус»), 2000 («Лацио»)
- Обладатель Кубка Югославии : 1991 («Хайдук»)
- Обладатель Кубка Италии (2): 1998, 2000 («Лацио»)
- Обладатель Кубка лиги Югославии (2): 1987, 1991 («Хайдук»)
- Обладатель Суперкубка Италии (2): 1997 («Ювентус»), 2000 («Лацио»)

Международные турниры
- Победитель Лиги чемпионов: 1993 («Олимпик»)
- Обладатель Кубка обладателей кубков: 1999 («Лацио»)
- Обладатель Суперкубка Европы (2): 1996 («Ювентус»), 1999 («Лацио»)
- Обладатель Межконтинентального Кубка: 1996 («Ювентус»)

### Личные
- Лучший бомбардир чемпионата Франции 1992/93 (23 мяча)
- Лучший футболист Хорватии: 1993

## Личная жизнь
Бокшич женился на Айде в 1990 году. Пара имела троих детей: дочь Стелла, сыновья Тони и Ален. Развелись в 2000 году.
В 2004 году от связи с Ядранкой Фжоп родилась дочь Лаура.